# Liste der Bodendenkmäler in Kastl (bei Kemnath)
Auf dieser Seite sind die Bodendenkmäler in der Oberpfälzer Gemeinde Kastl zusammengestellt. Diese Tabelle ist eine Teilliste der Liste der Bodendenkmäler in Bayern. Grundlage ist die Bayerische Denkmalliste, die auf Basis des Bayerischen Denkmalschutzgesetzes vom 1. Oktober 1973 erstmals erstellt wurde und seither durch das Bayerische Landesamt für Denkmalpflege geführt wird. Die folgenden Angaben ersetzen nicht die rechtsverbindliche Auskunft der Denkmalschutzbehörde.

## Bodendenkmäler in Kastl
| Lage       | Objekt | Akten-Nr.     | Bild |
| ---------- | --- | ------------- | ---- |
| (Standort) | Frühneuzeitlicher Vogelherd. | D-3-6137-0004 |      |
| (Standort) | Spätpaläolithische und mesolithische Freilandstation. | D-3-6137-0024 |      |
| (Standort) | Abschnitt der Kurbayerischen Landesdefensionslinien (1702/1703). | D-3-6137-0044 |      |
| (Standort) | Spätpaläolithische Freilandstation. | D-3-6137-0058 |      |
| (Standort) | Archäologische Befunde des Mittelalters und der frühen Neuzeit im Bereich der katholischen Pfarrkirche St. Margaretha in Kastl, darunter die Spuren von Vorgängerbauten bzw. älterer Bauphasen. | D-3-6137-0139 |      |
| (Standort) | Archäologische Befunde des Mittelalters und der frühen Neuzeit im Bereich des Schlosses in Unterbruck.                                                                                          | D-3-6137-0146 |      |
| (Standort) | Archäologische Befunde im Bereich des Schlosses Wolframshof, zuvor mittelalterliche Burg. | D-3-6137-0149 |      |
| (Standort) | Spätmittelalterlicher und frühneuzeitlicher Adelssitz. | D-3-6137-0152 |      |
| (Standort) | Wüstung „Schmierhütte“, frühneuzeitlicher Pechofen. | D-3-6137-0153 |      |
| (Standort) | Abschnitt der Kurbayerischen Landesdefensionslinien (1702/1703) mit Wall, Graben und einer Fleche.                                                                                              | D-3-6137-0160 |      |